# Tampereen Ilves (football)
Maillots
Actualités
Le Tampereen Ilves, aussi connu sous le nom d'Ilves Football, est un club de football finlandais basé à Tampere.

## Historique

### Histoire
Après 18 ans d'absence dans l'élite du football finlandais, l'Ilves Tampere revient en Veikkausliiga pour la saison 2015.

### Dates importantes
- 1931 : fondation du club sous le nom de Ilves, nom signifiant « lynx » en finnois.
- 1970 : 1re participation à une Coupe d'Europe (C3, saison 1970/71)
- 1974 : le club est renommé Ilves Tampere
- 1998 : le club est renommé FC Ilves Tampere

## Bilan sportif

### Palmarès
- Championnat de Finlande
  - Champion : 1983
  - Vice-champion : 1985 et 2024

- Championnat de Finlande de deuxième division
  - Champion : 1978

- Coupe de Finlande
  - Vainqueur : 1979, 1990, 2019 et 2023
  - Finaliste : 1976

### Bilan européen
Note : dans les résultats ci-dessous, le score du club est toujours donné en premier
| Saison    | Compétition               | Tour                | Club                | Domicile | Extérieur | Total               |
| --------- | ------------------------- | ------------------- | ------------------- | -------- | --------- | ------------------- |
| 1980-1981 | Coupe des coupes          | Seizièmes de finale | Feyenoord Rotterdam | 1 - 3    | 2 - 4     | 3 - 7               |
| 1984-1985 | Coupe des clubs champions | Seizièmes de finale | Juventus FC         | 0 - 4    | 1 - 2     | 1 - 6               |
| 1986-1987 | Coupe UEFA                | Premier tour        | Rangers FC          | 2 - 0    | 0 - 4     | 2 - 4               |
| 1991-1992 | Coupe des coupes          | Seizièmes de finale | Glenavon FC         | 2 - 1    | 2 - 3     | 4E - 4              |
| 1991-1992 | Coupe des coupes          | Huitièmes de finale | AS Rome             | 1 - 1    | 2 - 5     | 3 - 6               |
| 2018-2019 | Ligue Europa              | Premier tour Q      | Slavia Sofia        | 0 - 1    | 1 - 2     | 1 - 3               |
| 2020-2021 | Ligue Europa              | Premier tour Q      | Shamrock Rovers     | N/A      | 1 - 1 ap  | 1 - 1 (11 - 12 tab) |
| 2024-2025 | Ligue Conférence          | Deuxième tour Q     | Austria Vienne      | 2 - 1    | 3 - 4 ap  | 5 - 5 (5 - 4 tab)   |
| 2024-2025 | Ligue Conférence          | Troisième tour Q    | Djurgårdens IF      | 1 - 3    | 1 - 1     | 2 - 4               |
| 2025-2026 | Ligue Europa              | Premier tour Q      | Chakhtar Donetsk    | 0 - 0    | 0 - 6     | 0 - 6               |
| 2025-2026 | Ligue Conférence          | Deuxième tour Q     | AZ Alkmaar          | 4 - 3    | 0 - 5     | 4 - 8               |

Légende
- Victoire ou qualification pour le tour suivant.
- Match nul.
- Défaite ou élimination de la compétition.

## Anciens joueurs
- Toni Kuivasto
- Ari Hjelm
- Martti Kuusela
- Jussi Kujala
- Chris James
- Marek Czakon

## Entraîneurs
| - 1974-1975 : Raimo Vasama - 1976-1977 : Martti Halme - 1978-1981 : Pertti Mäkipää - 1982-1984 : Jussi Ristimäki - 1985-1986 : Turo Flink - 1987-1989 : Harri Holli - 1990 : Jussi Ristimäki - 1991-1992 : Ian Crawford | - 1993 : Matti Paatelainen & Markku Wacklin - 1994 : Markku Wacklin - 1995-1996 : Esa Kuusisto - 1997 : Arto Uimonen & Ari Hjelm - 1998 : Kari Nikkilä - 2008-2009 : Veijo Visuri - 2009- : Valeri Popovitch |